# كافيلانديا، بارانا
كافيلانديا، بارانا بلدية في ولاية بارانا في المنطقة الجنوبية من البرازيل.